# Manzoor Hussain
Manzoor Hussain (urdu ‏منظور حسین‎; ur. 28 października 1958 w Sijalkocie, zm. 29 sierpnia 2022 w Lahaurze) – pakistański hokeista na trawie. Dwukrotny medalista olimpijski.
Brał udział w dwóch edycjach letnich igrzysk olimpijskich na przestrzeni ośmiu lat (XXI Letnie Igrzyska Olimpijskie Montreal 1976, XXIII Letnie Igrzyska Olimpijskie Los Angeles 1984), podczas obu zdobywając medale: złoty w 1984 i brązowy w 1976. W 1982 został mistrzem świata, w 1978 był srebrnym medalistą mistrzostw globu. W reprezentacji Pakistanu w latach 1975-1984 rozegrał 175 spotkań i zdobył 86 goli. Występował w ataku.